# Vuelta al Táchira 2020
La 55.ª edición de la Vuelta al Táchira (nombre oficial: Vuelta al Táchira en Bicicleta) es una carrera de ciclismo en ruta por etapas que se celebra en Venezuela entre el 12 y el 19 de enero de 2020 sobre un recorrido de 907,2 kilómetros dividido en 8 etapas, con inicio y final en la ciudad de San Cristóbal.
La prueba pertenece al UCI America Tour 2020 dentro de la categoría 2.2.
Esta edición contó con la novedad de que nuevamente volvía a disputarse etapa contrarreloj después de varios años de ausencia, además de que todas las etapas empezaban y terminaban en el estado Táchira, solo transitaría fuera del estado durante la etapa 2, donde se iría a Barinas pero se retornaba en la misma etapa al Táchira. 

## Equipos participantes
Han sido confirmados para formar parte en la carrera 16 equipos: 11 Venezolanos y 5 extranjeros, para un total de 102 ciclistas.
| ProTeam- Androni Giocattoli-Sidermec Equipos regionales y de clubes (15)- Lotería del Táchira - Concafé - Venezuela País de Futuro-Fina Arroz - NR Osorio - MU Training - Deportivo Táchira - Super Ahorro - Moy's - Grupo JHS - Bicicletas Castilla-Idermi - Gobierno de Miranda-Trek - Triple Táchira - Hotel Venecia - Fer-Lab - Gobernación del Táchira - Gobernación de Mérida - Gobierno de Trujillo - Ciclo Corse - Team Herrera - Liga de Ciclismo de Magdalena - Team Neiva-Huila - Gespron Fundación Valle |
| |

## Recorrido
La Vuelta al Táchira dispuso de ocho etapas etapas para un recorrido total de 907,2 kilómetros, dividido en dos etapas de montaña, dos etapas de media montaña, tres etapas llanas y una contrarreloj individual.
| Etapa     | Fecha     | Recorrido                       | type                    | Distancia (km) | Ganador           | Líder            |
| --------- | --------- | ------------------------------- | ----------------------- | -------------- | ----------------- | ---------------- |
| 1.ª etapa | 12 de ene | San Cristóbal – San Cristóbal   | etapa llana             | 117,6          | Luca Pacioni      | Luca Pacioni     |
| 2.ª etapa | 13 de ene | San Rafael del Piñal – Abejales | etapa llana             | 154,8          | Ralph Monsalve    | Luca Pacioni     |
| 3.ª etapa | 14 de ene | Rubio – Rubio                   | etapa llana             | 135,2          | Jhonatan Restrepo | Jonathan Salinas |
| 4.ª etapa | 15 de ene | Coloncito – La Grita            | etapa de montaña        | 145,1          | Leonel Quintero   | Jonathan Salinas |
| 5.ª etapa | 16 de ene | San Juan de Colón – Borotá      | etapa de media montaña  | 106,7          | Jhonatan Restrepo | Roniel Campos    |
| 6.ª etapa | 17 de ene | San Cristóbal – Palmira         | contrarreloj individual | 16,1           | Kevin Rivera      | Roniel Campos    |
| 6.ª etapa | 22 de ene | Santo Domingo – Casa del Padre  | etapa de montaña        | 148            | Anderson Paredes  | Roniel Campos    |
| 7.ª etapa | 18 de ene | Ureña – Monumento Cristo Rey    | etapa de montaña        | 117            | Kevin Rivera      | Roniel Campos    |
| 8.ª etapa | 19 de ene | San Cristóbal – San Cristóbal   | etapa escarpada         | 115,2          | Leonel Quintero   | Roniel Campos    |

## Evolución de la Carrera

### 1.ª etapa
| San Cristóbal - San Cristóbal | etapa llana | (117,6 km) |

| \| Clasificación de la etapa \| Clasificación de la etapa \| Clasificación de la etapa \| Clasificación de la etapa \| Clasificación de la etapa \| \| Ciclista \| Ciclista \| Equipo \| Tiempo \| \| \| ------------------------- \| ------------------------- \| ---------------------------------------- \| ------------------------- \| ------------------------- \| \| 1.º \| Luca Pacioni \| Androni Giocattoli-Sidermec \| 2 h 59 min 06 s \| \| \| 2.º \| Isaac Yaguaro \| Ciclo Corse \| + 0 s \| \| \| 3.º \| Jonathan Salinas \| Deportivo Táchira - Super Ahorro \| + 0 s \| \| \| 4.º \| Miguel Ubeto \| Carène Cycling Développement \| + 0 s \| \| \| 5.º \| Leonel Quintero \| Matrix Powertag \| + 0 s \| \| \| 6.º \| Germán Rincón \| Triple Táchira - Hotel Venecia - Fer-Lab \| + 0 s \| \| \| 7.º \| Manuel Díaz \| Team Herrera \| + 0 s \| \| \| 8.º \| Cesar Sanabria \| \| + 0 s \| \| \| 9.º \| Yurgen Ramírez \| Venezuela País de Futuro-Fina Arroz \| + 0 s \| \| \| 10.º \| José Castillo \| \| + 0 s \| \| |                  |                                          |                 |
| |                  |                                          |                 |
| |                  |                                          |                 |
| Clasificación de la etapa |                  |                                          |                 |
| Ciclista | Ciclista         | Equipo                                   | Tiempo          |
| 1.º | Luca Pacioni     | Androni Giocattoli-Sidermec              | 2 h 59 min 06 s |
| 2.º | Isaac Yaguaro    | Ciclo Corse                              | + 0 s           |
| 3.º | Jonathan Salinas | Deportivo Táchira - Super Ahorro         | + 0 s           |
| 4.º | Miguel Ubeto     | Carène Cycling Développement             | + 0 s           |
| 5.º | Leonel Quintero  | Matrix Powertag                          | + 0 s           |
| 6.º | Germán Rincón    | Triple Táchira - Hotel Venecia - Fer-Lab | + 0 s           |
| 7.º | Manuel Díaz      | Team Herrera                             | + 0 s           |
| 8.º | Cesar Sanabria   |                                          | + 0 s           |
| 9.º | Yurgen Ramírez   | Venezuela País de Futuro-Fina Arroz      | + 0 s           |
| 10.º | José Castillo    |                                          | + 0 s           |

| \| Clasificación general \| Clasificación general \| Clasificación general \| Clasificación general \| Clasificación general \| \| Ciclista \| Ciclista \| Equipo \| Tiempo \| \| \| --------------------- \| --------------------- \| ---------------------------------------- \| --------------------- \| --------------------- \| \| 1.º \| Luca Pacioni \| Androni Giocattoli-Sidermec \| 2 h 58 min 56 s \| \| \| 2.º \| Isaac Yaguaro \| Ciclo Corse \| + 2 s \| \| \| 3.º \| Jonathan Salinas \| Deportivo Táchira - Super Ahorro \| + 6 s \| \| \| 4.º \| Jackson Rodríguez \| Moy's - Grupo JHS \| + 9 s \| \| \| 5.º \| Miguel Ubeto \| Carène Cycling Développement \| + 10 s \| \| \| 6.º \| Leonel Quintero \| Matrix Powertag \| + 10 s \| \| \| 7.º \| Germán Rincón \| Triple Táchira - Hotel Venecia - Fer-Lab \| + 10 s \| \| \| 8.º \| Manuel Díaz \| Team Herrera \| + 10 s \| \| \| 9.º \| Cesar Sanabria \| \| + 10 s \| \| \| 10.º \| Yurgen Ramírez \| Venezuela País de Futuro-Fina Arroz \| + 10 s \| \| |                   |                                          |                 |
| |                   |                                          |                 |
| |                   |                                          |                 |
| Clasificación general |                   |                                          |                 |
| Ciclista | Ciclista          | Equipo                                   | Tiempo          |
| 1.º | Luca Pacioni      | Androni Giocattoli-Sidermec              | 2 h 58 min 56 s |
| 2.º | Isaac Yaguaro     | Ciclo Corse                              | + 2 s           |
| 3.º | Jonathan Salinas  | Deportivo Táchira - Super Ahorro         | + 6 s           |
| 4.º | Jackson Rodríguez | Moy's - Grupo JHS                        | + 9 s           |
| 5.º | Miguel Ubeto      | Carène Cycling Développement             | + 10 s          |
| 6.º | Leonel Quintero   | Matrix Powertag                          | + 10 s          |
| 7.º | Germán Rincón     | Triple Táchira - Hotel Venecia - Fer-Lab | + 10 s          |
| 8.º | Manuel Díaz       | Team Herrera                             | + 10 s          |
| 9.º | Cesar Sanabria    |                                          | + 10 s          |
| 10.º | Yurgen Ramírez    | Venezuela País de Futuro-Fina Arroz      | + 10 s          |

### 2.ª etapa
| San Rafael del Piñal - Abejales | etapa llana | (154,8 km) |

| \| Clasificación de la etapa \| Clasificación de la etapa \| Clasificación de la etapa \| Clasificación de la etapa \| Clasificación de la etapa \| \| Ciclista \| Ciclista \| Equipo \| Tiempo \| \| \| ------------------------- \| ------------------------- \| ---------------------------------------- \| ------------------------- \| ------------------------- \| \| 1.º \| Ralph Monsalve \| Tianyoude Hotel Cycling Team \| 3 h 48 min 22 s \| \| \| 2.º \| Luca Pacioni \| Androni Giocattoli-Sidermec \| + 0 s \| \| \| 3.º \| Robert Sierra \| NR Osorio - MU Training \| + 0 s \| \| \| 4.º \| Miguel Ubeto \| Carène Cycling Développement \| + 0 s \| \| \| 5.º \| Nicola Venchiarutti \| Androni Giocattoli-Sidermec \| + 0 s \| \| \| 6.º \| Enderson Saez \| \| + 0 s \| \| \| 7.º \| Julio Herrera \| \| + 0 s \| \| \| 8.º \| Isaac Yaguaro \| Ciclo Corse \| + 0 s \| \| \| 9.º \| Germán Rincón \| Triple Táchira - Hotel Venecia - Fer-Lab \| + 0 s \| \| \| 10.º \| Franklin Chacón \| Gios Kiwi Atlántico \| + 0 s \| \| |                     |                                          |                 |
| |                     |                                          |                 |
| |                     |                                          |                 |
| Clasificación de la etapa |                     |                                          |                 |
| Ciclista | Ciclista            | Equipo                                   | Tiempo          |
| 1.º | Ralph Monsalve      | Tianyoude Hotel Cycling Team             | 3 h 48 min 22 s |
| 2.º | Luca Pacioni        | Androni Giocattoli-Sidermec              | + 0 s           |
| 3.º | Robert Sierra       | NR Osorio - MU Training                  | + 0 s           |
| 4.º | Miguel Ubeto        | Carène Cycling Développement             | + 0 s           |
| 5.º | Nicola Venchiarutti | Androni Giocattoli-Sidermec              | + 0 s           |
| 6.º | Enderson Saez       |                                          | + 0 s           |
| 7.º | Julio Herrera       |                                          | + 0 s           |
| 8.º | Isaac Yaguaro       | Ciclo Corse                              | + 0 s           |
| 9.º | Germán Rincón       | Triple Táchira - Hotel Venecia - Fer-Lab | + 0 s           |
| 10.º | Franklin Chacón     | Gios Kiwi Atlántico                      | + 0 s           |

| \| Clasificación general \| Clasificación general \| Clasificación general \| Clasificación general \| Clasificación general \| \| Ciclista \| Ciclista \| Equipo \| Tiempo \| \| \| --------------------- \| --------------------- \| -------------------------------- \| --------------------- \| --------------------- \| \| 1.º \| Luca Pacioni \| Androni Giocattoli-Sidermec \| 6 h 47 min 12 s \| \| \| 2.º \| Ralph Monsalve \| Tianyoude Hotel Cycling Team \| + 6 s \| \| \| 3.º \| Isaac Yaguaro \| Ciclo Corse \| + 8 s \| \| \| 4.º \| Jonathan Salinas \| Deportivo Táchira - Super Ahorro \| + 12 s \| \| \| 5.º \| Robert Sierra \| NR Osorio - MU Training \| + 12 s \| \| \| 6.º \| Roniel Campos \| Deportivo Táchira - Super Ahorro \| + 13 s \| \| \| 7.º \| Jesús Villegas \| Gobierno de Miranda-Trek \| + 13 s \| \| \| 8.º \| Jhonny Araujo \| NR Osorio - MU Training \| + 14 s \| \| \| 9.º \| John Nava \| Lotería del Táchira - Concafé \| + 14 s \| \| \| 10.º \| Cesar Sanabria \| \| + 15 s \| \| |                  |                                  |                 |
| |                  |                                  |                 |
| |                  |                                  |                 |
| Clasificación general |                  |                                  |                 |
| Ciclista | Ciclista         | Equipo                           | Tiempo          |
| 1.º | Luca Pacioni     | Androni Giocattoli-Sidermec      | 6 h 47 min 12 s |
| 2.º | Ralph Monsalve   | Tianyoude Hotel Cycling Team     | + 6 s           |
| 3.º | Isaac Yaguaro    | Ciclo Corse                      | + 8 s           |
| 4.º | Jonathan Salinas | Deportivo Táchira - Super Ahorro | + 12 s          |
| 5.º | Robert Sierra    | NR Osorio - MU Training          | + 12 s          |
| 6.º | Roniel Campos    | Deportivo Táchira - Super Ahorro | + 13 s          |
| 7.º | Jesús Villegas   | Gobierno de Miranda-Trek         | + 13 s          |
| 8.º | Jhonny Araujo    | NR Osorio - MU Training          | + 14 s          |
| 9.º | John Nava        | Lotería del Táchira - Concafé    | + 14 s          |
| 10.º | Cesar Sanabria   |                                  | + 15 s          |

### 3.ª etapa
| Rubio - Rubio | etapa llana | (135,2 km) |

| \| Clasificación de la etapa \| Clasificación de la etapa \| Clasificación de la etapa \| Clasificación de la etapa \| Clasificación de la etapa \| \| Ciclista \| Ciclista \| Equipo \| Tiempo \| \| \| ------------------------- \| ------------------------- \| -------------------------------- \| ------------------------- \| ------------------------- \| \| 1.º \| Jhonatan Restrepo \| Androni Giocattoli-Sidermec \| 3 h 28 min 57 s \| \| \| 2.º \| Jonathan Salinas \| Deportivo Táchira - Super Ahorro \| + 0 s \| \| \| 3.º \| Roniel Campos \| Deportivo Táchira - Super Ahorro \| + 0 s \| \| \| 4.º \| Kevin Rivera \| Androni Giocattoli-Sidermec \| + 0 s \| \| \| 5.º \| Leonel Quintero \| Matrix Powertag \| + 37 s \| \| \| 6.º \| Jackson Rodríguez \| Moy's - Grupo JHS \| + 37 s \| \| \| 7.º \| Isaac Yaguaro \| Ciclo Corse \| + 37 s \| \| \| 8.º \| Franklin Chacón \| Gios Kiwi Atlántico \| + 1 min 19 s \| \| \| 9.º \| Luca Pacioni \| Androni Giocattoli-Sidermec \| + 1 min 41 s \| \| \| 10.º \| Ralph Monsalve \| Tianyoude Hotel Cycling Team \| + 1 min 41 s \| \| |                   |                                  |                 |
| |                   |                                  |                 |
| |                   |                                  |                 |
| Clasificación de la etapa |                   |                                  |                 |
| Ciclista | Ciclista          | Equipo                           | Tiempo          |
| 1.º | Jhonatan Restrepo | Androni Giocattoli-Sidermec      | 3 h 28 min 57 s |
| 2.º | Jonathan Salinas  | Deportivo Táchira - Super Ahorro | + 0 s           |
| 3.º | Roniel Campos     | Deportivo Táchira - Super Ahorro | + 0 s           |
| 4.º | Kevin Rivera      | Androni Giocattoli-Sidermec      | + 0 s           |
| 5.º | Leonel Quintero   | Matrix Powertag                  | + 37 s          |
| 6.º | Jackson Rodríguez | Moy's - Grupo JHS                | + 37 s          |
| 7.º | Isaac Yaguaro     | Ciclo Corse                      | + 37 s          |
| 8.º | Franklin Chacón   | Gios Kiwi Atlántico              | + 1 min 19 s    |
| 9.º | Luca Pacioni      | Androni Giocattoli-Sidermec      | + 1 min 41 s    |
| 10.º | Ralph Monsalve    | Tianyoude Hotel Cycling Team     | + 1 min 41 s    |

| \| Clasificación general \| Clasificación general \| Clasificación general \| Clasificación general \| Clasificación general \| \| Ciclista \| Ciclista \| Equipo \| Tiempo \| \| \| --------------------- \| --------------------- \| -------------------------------- \| --------------------- \| --------------------- \| \| 1.º \| Jonathan Salinas \| Deportivo Táchira - Super Ahorro \| 10 h 16 min 15 s \| \| \| 2.º \| Jhonatan Restrepo \| Androni Giocattoli-Sidermec \| + 0 s \| \| \| 3.º \| Roniel Campos \| Deportivo Táchira - Super Ahorro \| + 3 s \| \| \| 4.º \| Kevin Rivera \| Androni Giocattoli-Sidermec \| + 10 s \| \| \| 5.º \| Isaac Yaguaro \| Ciclo Corse \| + 34 s \| \| \| 6.º \| Jackson Rodríguez \| Moy's - Grupo JHS \| + 43 s \| \| \| 7.º \| Leonel Quintero \| Matrix Powertag \| + 1 min 24 s \| \| \| 8.º \| Franklin Chacón \| Gios Kiwi Atlántico \| + 1 min 29 s \| \| \| 9.º \| Luca Pacioni \| Androni Giocattoli-Sidermec \| + 1 min 35 s \| \| \| 10.º \| Ralph Monsalve \| Tianyoude Hotel Cycling Team \| + 1 min 41 s \| \| |                   |                                  |                  |
| |                   |                                  |                  |
| |                   |                                  |                  |
| Clasificación general |                   |                                  |                  |
| Ciclista | Ciclista          | Equipo                           | Tiempo           |
| 1.º | Jonathan Salinas  | Deportivo Táchira - Super Ahorro | 10 h 16 min 15 s |
| 2.º | Jhonatan Restrepo | Androni Giocattoli-Sidermec      | + 0 s            |
| 3.º | Roniel Campos     | Deportivo Táchira - Super Ahorro | + 3 s            |
| 4.º | Kevin Rivera      | Androni Giocattoli-Sidermec      | + 10 s           |
| 5.º | Isaac Yaguaro     | Ciclo Corse                      | + 34 s           |
| 6.º | Jackson Rodríguez | Moy's - Grupo JHS                | + 43 s           |
| 7.º | Leonel Quintero   | Matrix Powertag                  | + 1 min 24 s     |
| 8.º | Franklin Chacón   | Gios Kiwi Atlántico              | + 1 min 29 s     |
| 9.º | Luca Pacioni      | Androni Giocattoli-Sidermec      | + 1 min 35 s     |
| 10.º | Ralph Monsalve    | Tianyoude Hotel Cycling Team     | + 1 min 41 s     |

### 4.ª etapa
| Coloncito - La Grita | etapa de montaña | (145,1 km) |

| \| Clasificación de la etapa \| Clasificación de la etapa \| Clasificación de la etapa \| Clasificación de la etapa \| Clasificación de la etapa \| \| Ciclista \| Ciclista \| Equipo \| Tiempo \| \| \| ------------------------- \| ------------------------- \| ----------------------------------- \| ------------------------- \| ------------------------- \| \| 1.º \| Leonel Quintero \| Matrix Powertag \| 3 h 51 min 16 s \| \| \| 2.º \| Kevin Rivera \| Androni Giocattoli-Sidermec \| + 10 s \| \| \| 3.º \| Jonathan Salinas \| Deportivo Táchira - Super Ahorro \| + 12 s \| \| \| 4.º \| Yurgen Ramírez \| Venezuela País de Futuro-Fina Arroz \| + 24 s \| \| \| 5.º \| Roniel Campos \| Deportivo Táchira - Super Ahorro \| + 28 s \| \| \| 6.º \| Jefferson Cepeda \| Caja Rural-Seguros RGA \| + 30 s \| \| \| 7.º \| Juan José Ruiz \| Deportivo Táchira - Super Ahorro \| + 34 s \| \| \| 8.º \| Jimmy Briceño \| Lotería del Táchira - Concafé \| + 36 s \| \| \| 9.º \| Johnatan Camargo \| Lotería del Táchira - Concafé \| + 41 s \| \| \| 10.º \| Cristian Cubides \| Team Herrera \| + 1 min 08 s \| \| |                  |                                     |                 |
| |                  |                                     |                 |
| |                  |                                     |                 |
| Clasificación de la etapa |                  |                                     |                 |
| Ciclista | Ciclista         | Equipo                              | Tiempo          |
| 1.º | Leonel Quintero  | Matrix Powertag                     | 3 h 51 min 16 s |
| 2.º | Kevin Rivera     | Androni Giocattoli-Sidermec         | + 10 s          |
| 3.º | Jonathan Salinas | Deportivo Táchira - Super Ahorro    | + 12 s          |
| 4.º | Yurgen Ramírez   | Venezuela País de Futuro-Fina Arroz | + 24 s          |
| 5.º | Roniel Campos    | Deportivo Táchira - Super Ahorro    | + 28 s          |
| 6.º | Jefferson Cepeda | Caja Rural-Seguros RGA              | + 30 s          |
| 7.º | Juan José Ruiz   | Deportivo Táchira - Super Ahorro    | + 34 s          |
| 8.º | Jimmy Briceño    | Lotería del Táchira - Concafé       | + 36 s          |
| 9.º | Johnatan Camargo | Lotería del Táchira - Concafé       | + 41 s          |
| 10.º | Cristian Cubides | Team Herrera                        | + 1 min 08 s    |

| \| Clasificación general \| Clasificación general \| Clasificación general \| Clasificación general \| Clasificación general \| \| Ciclista \| Ciclista \| Equipo \| Tiempo \| \| \| --------------------- \| --------------------- \| ----------------------------------- \| --------------------- \| --------------------- \| \| 1.º \| Jonathan Salinas \| Deportivo Táchira - Super Ahorro \| 14 h 07 min 39 s \| \| \| 2.º \| Kevin Rivera \| Androni Giocattoli-Sidermec \| + 6 s \| \| \| 3.º \| Roniel Campos \| Deportivo Táchira - Super Ahorro \| + 23 s \| \| \| 4.º \| Leonel Quintero \| Matrix Powertag \| + 1 min 06 s \| \| \| 5.º \| Yurgen Ramírez \| Venezuela País de Futuro-Fina Arroz \| + 2 min 07 s \| \| \| 6.º \| Jefferson Cepeda \| Caja Rural-Seguros RGA \| + 2 min 13 s \| \| \| 7.º \| Juan José Ruiz \| Deportivo Táchira - Super Ahorro \| + 2 min 17 s \| \| \| 8.º \| Jimmy Briceño \| Lotería del Táchira - Concafé \| + 2 min 19 s \| \| \| 9.º \| Johnatan Camargo \| Lotería del Táchira - Concafé \| + 2 min 24 s \| \| \| 10.º \| Cristian Cubides \| Team Herrera \| + 2 min 51 s \| \| |                  |                                     |                  |
| |                  |                                     |                  |
| |                  |                                     |                  |
| Clasificación general |                  |                                     |                  |
| Ciclista | Ciclista         | Equipo                              | Tiempo           |
| 1.º | Jonathan Salinas | Deportivo Táchira - Super Ahorro    | 14 h 07 min 39 s |
| 2.º | Kevin Rivera     | Androni Giocattoli-Sidermec         | + 6 s            |
| 3.º | Roniel Campos    | Deportivo Táchira - Super Ahorro    | + 23 s           |
| 4.º | Leonel Quintero  | Matrix Powertag                     | + 1 min 06 s     |
| 5.º | Yurgen Ramírez   | Venezuela País de Futuro-Fina Arroz | + 2 min 07 s     |
| 6.º | Jefferson Cepeda | Caja Rural-Seguros RGA              | + 2 min 13 s     |
| 7.º | Juan José Ruiz   | Deportivo Táchira - Super Ahorro    | + 2 min 17 s     |
| 8.º | Jimmy Briceño    | Lotería del Táchira - Concafé       | + 2 min 19 s     |
| 9.º | Johnatan Camargo | Lotería del Táchira - Concafé       | + 2 min 24 s     |
| 10.º | Cristian Cubides | Team Herrera                        | + 2 min 51 s     |

### 5.ª etapa
| San Juan de Colón - Borotá | etapa de media montaña | (106,7 km) |

| \| Clasificación de la etapa \| Clasificación de la etapa \| Clasificación de la etapa \| Clasificación de la etapa \| Clasificación de la etapa \| \| Ciclista \| Ciclista \| Equipo \| Tiempo \| \| \| ------------------------- \| ------------------------- \| -------------------------------- \| ------------------------- \| ------------------------- \| \| 1.º \| Jhonatan Restrepo \| Androni Giocattoli-Sidermec \| 3 h 00 min 00 s \| \| \| 2.º \| Johnatan Camargo \| Lotería del Táchira - Concafé \| + 0 s \| \| \| 3.º \| Daniel Muñoz \| Androni Giocattoli-Sidermec \| + 0 s \| \| \| 4.º \| Carlos Gálviz \| Deportivo Táchira - Super Ahorro \| + 0 s \| \| \| 5.º \| Juan José Ruiz \| Deportivo Táchira - Super Ahorro \| + 0 s \| \| \| 6.º \| Jefferson Cepeda \| Caja Rural-Seguros RGA \| + 1 min 18 s \| \| \| 7.º \| Jimmy Briceño \| Lotería del Táchira - Concafé \| + 1 min 18 s \| \| \| 8.º \| Jorge Abreu \| Lotería del Táchira - Concafé \| + 1 min 36 s \| \| \| 9.º \| Leonel Quintero \| Matrix Powertag \| + 1 min 42 s \| \| \| 10.º \| Roniel Campos \| Deportivo Táchira - Super Ahorro \| + 1 min 42 s \| \| |                   |                                  |                 |
| |                   |                                  |                 |
| |                   |                                  |                 |
| Clasificación de la etapa |                   |                                  |                 |
| Ciclista | Ciclista          | Equipo                           | Tiempo          |
| 1.º | Jhonatan Restrepo | Androni Giocattoli-Sidermec      | 3 h 00 min 00 s |
| 2.º | Johnatan Camargo  | Lotería del Táchira - Concafé    | + 0 s           |
| 3.º | Daniel Muñoz      | Androni Giocattoli-Sidermec      | + 0 s           |
| 4.º | Carlos Gálviz     | Deportivo Táchira - Super Ahorro | + 0 s           |
| 5.º | Juan José Ruiz    | Deportivo Táchira - Super Ahorro | + 0 s           |
| 6.º | Jefferson Cepeda  | Caja Rural-Seguros RGA           | + 1 min 18 s    |
| 7.º | Jimmy Briceño     | Lotería del Táchira - Concafé    | + 1 min 18 s    |
| 8.º | Jorge Abreu       | Lotería del Táchira - Concafé    | + 1 min 36 s    |
| 9.º | Leonel Quintero   | Matrix Powertag                  | + 1 min 42 s    |
| 10.º | Roniel Campos     | Deportivo Táchira - Super Ahorro | + 1 min 42 s    |

| \| Clasificación general \| Clasificación general \| Clasificación general \| Clasificación general \| Clasificación general \| \| Ciclista \| Ciclista \| Equipo \| Tiempo \| \| \| --------------------- \| --------------------- \| -------------------------------- \| --------------------- \| --------------------- \| \| 1.º \| Roniel Campos \| Deportivo Táchira - Super Ahorro \| 17 h 09 min 43 s \| \| \| 2.º \| Johnatan Camargo \| Lotería del Táchira - Concafé \| + 12 s \| \| \| 3.º \| Juan José Ruiz \| Deportivo Táchira - Super Ahorro \| + 13 s \| \| \| 4.º \| Leonel Quintero \| Matrix Powertag \| + 44 s \| \| \| 5.º \| Jefferson Cepeda \| Caja Rural-Seguros RGA \| + 1 min 27 s \| \| \| 6.º \| Jimmy Briceño \| Lotería del Táchira - Concafé \| + 1 min 33 s \| \| \| 7.º \| Carlos Gálviz \| Deportivo Táchira - Super Ahorro \| + 1 min 53 s \| \| \| 8.º \| Jonathan Salinas \| Deportivo Táchira - Super Ahorro \| + 2 min 20 s \| \| \| 9.º \| Jorge Abreu \| Lotería del Táchira - Concafé \| + 2 min 25 s \| \| \| 10.º \| Kevin Rivera \| Androni Giocattoli-Sidermec \| + 2 min 26 s \| \| |                  |                                  |                  |
| |                  |                                  |                  |
| |                  |                                  |                  |
| Clasificación general |                  |                                  |                  |
| Ciclista | Ciclista         | Equipo                           | Tiempo           |
| 1.º | Roniel Campos    | Deportivo Táchira - Super Ahorro | 17 h 09 min 43 s |
| 2.º | Johnatan Camargo | Lotería del Táchira - Concafé    | + 12 s           |
| 3.º | Juan José Ruiz   | Deportivo Táchira - Super Ahorro | + 13 s           |
| 4.º | Leonel Quintero  | Matrix Powertag                  | + 44 s           |
| 5.º | Jefferson Cepeda | Caja Rural-Seguros RGA           | + 1 min 27 s     |
| 6.º | Jimmy Briceño    | Lotería del Táchira - Concafé    | + 1 min 33 s     |
| 7.º | Carlos Gálviz    | Deportivo Táchira - Super Ahorro | + 1 min 53 s     |
| 8.º | Jonathan Salinas | Deportivo Táchira - Super Ahorro | + 2 min 20 s     |
| 9.º | Jorge Abreu      | Lotería del Táchira - Concafé    | + 2 min 25 s     |
| 10.º | Kevin Rivera     | Androni Giocattoli-Sidermec      | + 2 min 26 s     |

### 6.ª etapa
| San Cristóbal - Palmira | contrarreloj individual | (16,1 km) |

| \| Clasificación de la etapa \| Clasificación de la etapa \| Clasificación de la etapa \| Clasificación de la etapa \| Clasificación de la etapa \| \| Ciclista \| Ciclista \| Equipo \| Tiempo \| \| \| ------------------------- \| ------------------------- \| ----------------------------------- \| ------------------------- \| ------------------------- \| \| 1.º \| Kevin Rivera \| Androni Giocattoli-Sidermec \| 26 min 19 s \| \| \| 2.º \| Carlos Gálviz \| Deportivo Táchira - Super Ahorro \| + 13 s \| \| \| 3.º \| Jefferson Cepeda \| Caja Rural-Seguros RGA \| + 16 s \| \| \| 4.º \| Jhonatan Restrepo \| Androni Giocattoli-Sidermec \| + 17 s \| \| \| 5.º \| Jimmy Briceño \| Lotería del Táchira - Concafé \| + 17 s \| \| \| 6.º \| Juan José Ruiz \| Deportivo Táchira - Super Ahorro \| + 38 s \| \| \| 7.º \| Roniel Campos \| Deportivo Táchira - Super Ahorro \| + 49 s \| \| \| 8.º \| Jonathan Salinas \| Deportivo Táchira - Super Ahorro \| + 53 s \| \| \| 9.º \| Daniel Muñoz \| Androni Giocattoli-Sidermec \| + 55 s \| \| \| 10.º \| Yurgen Ramírez \| Venezuela País de Futuro-Fina Arroz \| + 1 min 01 s \| \| |                   |                                     |              |
| |                   |                                     |              |
| |                   |                                     |              |
| Clasificación de la etapa |                   |                                     |              |
| Ciclista | Ciclista          | Equipo                              | Tiempo       |
| 1.º | Kevin Rivera      | Androni Giocattoli-Sidermec         | 26 min 19 s  |
| 2.º | Carlos Gálviz     | Deportivo Táchira - Super Ahorro    | + 13 s       |
| 3.º | Jefferson Cepeda  | Caja Rural-Seguros RGA              | + 16 s       |
| 4.º | Jhonatan Restrepo | Androni Giocattoli-Sidermec         | + 17 s       |
| 5.º | Jimmy Briceño     | Lotería del Táchira - Concafé       | + 17 s       |
| 6.º | Juan José Ruiz    | Deportivo Táchira - Super Ahorro    | + 38 s       |
| 7.º | Roniel Campos     | Deportivo Táchira - Super Ahorro    | + 49 s       |
| 8.º | Jonathan Salinas  | Deportivo Táchira - Super Ahorro    | + 53 s       |
| 9.º | Daniel Muñoz      | Androni Giocattoli-Sidermec         | + 55 s       |
| 10.º | Yurgen Ramírez    | Venezuela País de Futuro-Fina Arroz | + 1 min 01 s |

| \| Clasificación general \| Clasificación general \| Clasificación general \| Clasificación general \| Clasificación general \| \| Ciclista \| Ciclista \| Equipo \| Tiempo \| \| \| --------------------- \| --------------------- \| -------------------------------- \| --------------------- \| --------------------- \| \| 1.º \| Roniel Campos \| Deportivo Táchira - Super Ahorro \| 17 h 36 min 51 s \| \| \| 2.º \| Juan José Ruiz \| Deportivo Táchira - Super Ahorro \| + 2 s \| \| \| 3.º \| Jefferson Cepeda \| Caja Rural-Seguros RGA \| + 54 s \| \| \| 4.º \| Jimmy Briceño \| Lotería del Táchira - Concafé \| + 1 min 01 s \| \| \| 5.º \| Leonel Quintero \| Matrix Powertag \| + 1 min 03 s \| \| \| 6.º \| Carlos Gálviz \| Deportivo Táchira - Super Ahorro \| + 1 min 17 s \| \| \| 7.º \| Johnatan Camargo \| Lotería del Táchira - Concafé \| + 1 min 19 s \| \| \| 8.º \| Kevin Rivera \| Androni Giocattoli-Sidermec \| + 1 min 37 s \| \| \| 9.º \| Jonathan Salinas \| Deportivo Táchira - Super Ahorro \| + 2 min 24 s \| \| \| 10.º \| Daniel Muñoz \| Androni Giocattoli-Sidermec \| + 2 min 41 s \| \| |                  |                                  |                  |
| |                  |                                  |                  |
| |                  |                                  |                  |
| Clasificación general |                  |                                  |                  |
| Ciclista | Ciclista         | Equipo                           | Tiempo           |
| 1.º | Roniel Campos    | Deportivo Táchira - Super Ahorro | 17 h 36 min 51 s |
| 2.º | Juan José Ruiz   | Deportivo Táchira - Super Ahorro | + 2 s            |
| 3.º | Jefferson Cepeda | Caja Rural-Seguros RGA           | + 54 s           |
| 4.º | Jimmy Briceño    | Lotería del Táchira - Concafé    | + 1 min 01 s     |
| 5.º | Leonel Quintero  | Matrix Powertag                  | + 1 min 03 s     |
| 6.º | Carlos Gálviz    | Deportivo Táchira - Super Ahorro | + 1 min 17 s     |
| 7.º | Johnatan Camargo | Lotería del Táchira - Concafé    | + 1 min 19 s     |
| 8.º | Kevin Rivera     | Androni Giocattoli-Sidermec      | + 1 min 37 s     |
| 9.º | Jonathan Salinas | Deportivo Táchira - Super Ahorro | + 2 min 24 s     |
| 10.º | Daniel Muñoz     | Androni Giocattoli-Sidermec      | + 2 min 41 s     |

### 7.ª etapa
| Ureña - Monumento Cristo Rey | etapa de montaña | (117 km) |

| \| Clasificación de la etapa \| Clasificación de la etapa \| Clasificación de la etapa \| Clasificación de la etapa \| Clasificación de la etapa \| \| Ciclista \| Ciclista \| Equipo \| Tiempo \| \| \| ------------------------- \| ------------------------- \| ----------------------------------- \| ------------------------- \| ------------------------- \| \| 1.º \| Kevin Rivera \| Androni Giocattoli-Sidermec \| 3 h 17 min 06 s \| \| \| 2.º \| Roniel Campos \| Deportivo Táchira - Super Ahorro \| + 38 s \| \| \| 3.º \| Juan José Ruiz \| Deportivo Táchira - Super Ahorro \| + 43 s \| \| \| 4.º \| Jonathan Salinas \| Deportivo Táchira - Super Ahorro \| + 1 min 11 s \| \| \| 5.º \| Jorge Abreu \| Lotería del Táchira - Concafé \| + 1 min 23 s \| \| \| 6.º \| Johnatan Camargo \| Lotería del Táchira - Concafé \| + 2 min 56 s \| \| \| 7.º \| Jimmy Briceño \| Lotería del Táchira - Concafé \| + 2 min 56 s \| \| \| 8.º \| Leonel Quintero \| Matrix Powertag \| + 3 min 30 s \| \| \| 9.º \| Yurgen Ramírez \| Venezuela País de Futuro-Fina Arroz \| + 3 min 32 s \| \| \| 10.º \| Nelson Camargo \| Moy's - Grupo JHS \| + 4 min 52 s \| \| |                  |                                     |                 |
| |                  |                                     |                 |
| |                  |                                     |                 |
| Clasificación de la etapa |                  |                                     |                 |
| Ciclista | Ciclista         | Equipo                              | Tiempo          |
| 1.º | Kevin Rivera     | Androni Giocattoli-Sidermec         | 3 h 17 min 06 s |
| 2.º | Roniel Campos    | Deportivo Táchira - Super Ahorro    | + 38 s          |
| 3.º | Juan José Ruiz   | Deportivo Táchira - Super Ahorro    | + 43 s          |
| 4.º | Jonathan Salinas | Deportivo Táchira - Super Ahorro    | + 1 min 11 s    |
| 5.º | Jorge Abreu      | Lotería del Táchira - Concafé       | + 1 min 23 s    |
| 6.º | Johnatan Camargo | Lotería del Táchira - Concafé       | + 2 min 56 s    |
| 7.º | Jimmy Briceño    | Lotería del Táchira - Concafé       | + 2 min 56 s    |
| 8.º | Leonel Quintero  | Matrix Powertag                     | + 3 min 30 s    |
| 9.º | Yurgen Ramírez   | Venezuela País de Futuro-Fina Arroz | + 3 min 32 s    |
| 10.º | Nelson Camargo   | Moy's - Grupo JHS                   | + 4 min 52 s    |

| \| Clasificación general \| Clasificación general \| Clasificación general \| Clasificación general \| Clasificación general \| \| Ciclista \| Ciclista \| Equipo \| Tiempo \| \| \| --------------------- \| --------------------- \| ----------------------------------- \| --------------------- \| --------------------- \| \| 1.º \| Roniel Campos \| Deportivo Táchira - Super Ahorro \| 20 h 54 min 29 s \| \| \| 2.º \| Juan José Ruiz \| Deportivo Táchira - Super Ahorro \| + 9 s \| \| \| 3.º \| Kevin Rivera \| Androni Giocattoli-Sidermec \| + 55 s \| \| \| 4.º \| Jonathan Salinas \| Deportivo Táchira - Super Ahorro \| + 3 min 03 s \| \| \| 5.º \| Jimmy Briceño \| Lotería del Táchira - Concafé \| + 3 min 25 s \| \| \| 6.º \| Johnatan Camargo \| Lotería del Táchira - Concafé \| + 3 min 43 s \| \| \| 7.º \| Jorge Abreu \| Lotería del Táchira - Concafé \| + 3 min 46 s \| \| \| 8.º \| Leonel Quintero \| Matrix Powertag \| + 4 min 01 s \| \| \| 9.º \| Yurgen Ramírez \| Venezuela País de Futuro-Fina Arroz \| + 6 min 12 s \| \| \| 10.º \| Carlos Gálviz \| Deportivo Táchira - Super Ahorro \| + 6 min 14 s \| \| |                  |                                     |                  |
| |                  |                                     |                  |
| |                  |                                     |                  |
| Clasificación general |                  |                                     |                  |
| Ciclista | Ciclista         | Equipo                              | Tiempo           |
| 1.º | Roniel Campos    | Deportivo Táchira - Super Ahorro    | 20 h 54 min 29 s |
| 2.º | Juan José Ruiz   | Deportivo Táchira - Super Ahorro    | + 9 s            |
| 3.º | Kevin Rivera     | Androni Giocattoli-Sidermec         | + 55 s           |
| 4.º | Jonathan Salinas | Deportivo Táchira - Super Ahorro    | + 3 min 03 s     |
| 5.º | Jimmy Briceño    | Lotería del Táchira - Concafé       | + 3 min 25 s     |
| 6.º | Johnatan Camargo | Lotería del Táchira - Concafé       | + 3 min 43 s     |
| 7.º | Jorge Abreu      | Lotería del Táchira - Concafé       | + 3 min 46 s     |
| 8.º | Leonel Quintero  | Matrix Powertag                     | + 4 min 01 s     |
| 9.º | Yurgen Ramírez   | Venezuela País de Futuro-Fina Arroz | + 6 min 12 s     |
| 10.º | Carlos Gálviz    | Deportivo Táchira - Super Ahorro    | + 6 min 14 s     |

### 8.ª etapa
| San Cristóbal - San Cristóbal | etapa escarpada | (115,2 km) |

| \| Clasificación de la etapa \| Clasificación de la etapa \| Clasificación de la etapa \| Clasificación de la etapa \| Clasificación de la etapa \| \| Ciclista \| Ciclista \| Equipo \| Tiempo \| \| \| ------------------------- \| ------------------------- \| ---------------------------------------- \| ------------------------- \| ------------------------- \| \| 1.º \| Leonel Quintero \| Matrix Powertag \| 2 h 58 min 39 s \| \| \| 2.º \| Jhonatan Restrepo \| Androni Giocattoli-Sidermec \| + 0 s \| \| \| 3.º \| Germán Rincón \| Triple Táchira - Hotel Venecia - Fer-Lab \| + 4 s \| \| \| 4.º \| Francisco Peñuela \| \| + 4 s \| \| \| 5.º \| Isaac Yaguaro \| Ciclo Corse \| + 4 s \| \| \| 6.º \| Kevin Rivera \| Androni Giocattoli-Sidermec \| + 4 s \| \| \| 7.º \| Juan José Ruiz \| Deportivo Táchira - Super Ahorro \| + 4 s \| \| \| 8.º \| Roniel Campos \| Deportivo Táchira - Super Ahorro \| + 4 s \| \| \| 9.º \| Johnatan Camargo \| Lotería del Táchira - Concafé \| + 8 s \| \| \| 10.º \| Yurgen Ramírez \| Venezuela País de Futuro-Fina Arroz \| + 12 s \| \| |                   |                                          |                 |
| |                   |                                          |                 |
| |                   |                                          |                 |
| Clasificación de la etapa |                   |                                          |                 |
| Ciclista | Ciclista          | Equipo                                   | Tiempo          |
| 1.º | Leonel Quintero   | Matrix Powertag                          | 2 h 58 min 39 s |
| 2.º | Jhonatan Restrepo | Androni Giocattoli-Sidermec              | + 0 s           |
| 3.º | Germán Rincón     | Triple Táchira - Hotel Venecia - Fer-Lab | + 4 s           |
| 4.º | Francisco Peñuela |                                          | + 4 s           |
| 5.º | Isaac Yaguaro     | Ciclo Corse                              | + 4 s           |
| 6.º | Kevin Rivera      | Androni Giocattoli-Sidermec              | + 4 s           |
| 7.º | Juan José Ruiz    | Deportivo Táchira - Super Ahorro         | + 4 s           |
| 8.º | Roniel Campos     | Deportivo Táchira - Super Ahorro         | + 4 s           |
| 9.º | Johnatan Camargo  | Lotería del Táchira - Concafé            | + 8 s           |
| 10.º | Yurgen Ramírez    | Venezuela País de Futuro-Fina Arroz      | + 12 s          |

## Clasificaciones finales

### Clasificación general
| \| Clasificación general \| Clasificación general \| Clasificación general \| Clasificación general \| Clasificación general \| \| Ciclista \| Ciclista \| Equipo \| Tiempo \| \| \| --------------------- \| --------------------- \| ---------------------------------------- \| --------------------- \| --------------------- \| \| 1.º \| Roniel Campos \| Deportivo Táchira - Super Ahorro \| 23 h 53 min 12 s \| \| \| 2.º \| Juan José Ruiz \| Deportivo Táchira - Super Ahorro \| + 9 s \| \| \| 3.º \| Kevin Rivera \| Androni Giocattoli-Sidermec \| + 55 s \| \| \| 4.º \| Jonathan Salinas \| Deportivo Táchira - Super Ahorro \| + 3 min 11 s \| \| \| 5.º \| Jimmy Briceño \| Lotería del Táchira - Concafé \| + 3 min 33 s \| \| \| 6.º \| Leonel Quintero \| Matrix Powertag \| + 3 min 47 s \| \| \| 7.º \| Johnatan Camargo \| Lotería del Táchira - Concafé \| + 3 min 47 s \| \| \| 8.º \| Jorge Abreu \| Lotería del Táchira - Concafé \| + 4 min 31 s \| \| \| 9.º \| Yurgen Ramírez \| Venezuela País de Futuro-Fina Arroz \| + 6 min 20 s \| \| \| 10.º \| Carlos Gálviz \| Deportivo Táchira - Super Ahorro \| + 6 min 44 s \| \| \| 11.º \| Daniel Muñoz \| Androni Giocattoli-Sidermec \| + 7 min 25 s \| \| \| 12.º \| Cristian Cubides \| Team Herrera \| + 11 min 46 s \| \| \| 13.º \| John Nava \| Lotería del Táchira - Concafé \| + 13 min 29 s \| \| \| 14.º \| Manuel Díaz \| Team Herrera \| + 14 min 54 s \| \| \| 15.º \| Germán Rincón \| Triple Táchira - Hotel Venecia - Fer-Lab \| + 16 min 16 s \| \| |                  |                                          |                  |
| |                  |                                          |                  |
| Fuente: ProCyclingStats |                  |                                          |                  |
| Clasificación general |                  |                                          |                  |
| Ciclista | Ciclista         | Equipo                                   | Tiempo           |
| 1.º | Roniel Campos    | Deportivo Táchira - Super Ahorro         | 23 h 53 min 12 s |
| 2.º | Juan José Ruiz   | Deportivo Táchira - Super Ahorro         | + 9 s            |
| 3.º | Kevin Rivera     | Androni Giocattoli-Sidermec              | + 55 s           |
| 4.º | Jonathan Salinas | Deportivo Táchira - Super Ahorro         | + 3 min 11 s     |
| 5.º | Jimmy Briceño    | Lotería del Táchira - Concafé            | + 3 min 33 s     |
| 6.º | Leonel Quintero  | Matrix Powertag                          | + 3 min 47 s     |
| 7.º | Johnatan Camargo | Lotería del Táchira - Concafé            | + 3 min 47 s     |
| 8.º | Jorge Abreu      | Lotería del Táchira - Concafé            | + 4 min 31 s     |
| 9.º | Yurgen Ramírez   | Venezuela País de Futuro-Fina Arroz      | + 6 min 20 s     |
| 10.º | Carlos Gálviz    | Deportivo Táchira - Super Ahorro         | + 6 min 44 s     |
| 11.º | Daniel Muñoz     | Androni Giocattoli-Sidermec              | + 7 min 25 s     |
| 12.º | Cristian Cubides | Team Herrera                             | + 11 min 46 s    |
| 13.º | John Nava        | Lotería del Táchira - Concafé            | + 13 min 29 s    |
| 14.º | Manuel Díaz      | Team Herrera                             | + 14 min 54 s    |
| 15.º | Germán Rincón    | Triple Táchira - Hotel Venecia - Fer-Lab | + 16 min 16 s    |

### Clasificación de la montaña
| Clasificación de la montaña | Clasificación de la montaña | Clasificación de la montaña         | Clasificación de la montaña | Clasificación de la montaña |
| Ciclista                    | Ciclista                    | Equipo                              | Puntos                      |                             |
| --------------------------- | --------------------------- | ----------------------------------- | --------------------------- | --------------------------- |
| 1.º                         | Kevin Rivera                | Androni Giocattoli-Sidermec         | 25 pts                      |                             |
| 2.º                         | Carlos Gálviz               | Deportivo Táchira - Super Ahorro    | 16 pts                      |                             |
| 3.º                         | Leonel Quintero             | Matrix Powertag                     | 10 pts                      |                             |
| 4.º                         | Jonathan Salinas            | Deportivo Táchira - Super Ahorro    | 10 pts                      |                             |
| 5.º                         | Juan José Ruiz              | Deportivo Táchira - Super Ahorro    | 9 pts                       |                             |
| 6.º                         | Johnatan Camargo            | Lotería del Táchira - Concafé       | 9 pts                       |                             |
| 7.º                         | Roniel Campos               | Deportivo Táchira - Super Ahorro    | 6 pts                       |                             |
| 8.º                         | Kevin Roa                   | Gobierno de Trujillo                | 4 pts                       |                             |
| 9.º                         | Daniel Muñoz                | Androni Giocattoli-Sidermec         | 4 pts                       |                             |
| 10.º                        | Yurgen Ramírez              | Venezuela País de Futuro-Fina Arroz | 3 pts                       |                             |

### Clasificación de los puntos
| Clasificación por puntos | Clasificación por puntos | Clasificación por puntos         | Clasificación por puntos | Clasificación por puntos |
| Ciclista                 | Ciclista                 | Equipo                           | Puntos                   |                          |
| ------------------------ | ------------------------ | -------------------------------- | ------------------------ | ------------------------ |
| 1.º                      | Leonel Quintero          | Matrix Powertag                  | 96 pts                   |                          |
| 2.º                      | Kevin Rivera             | Androni Giocattoli-Sidermec      | 94 pts                   |                          |
| 3.º                      | Isaac Yaguaro            | Ciclo Corse                      | 92 pts                   |                          |
| 4.º                      | Jhonatan Restrepo        | Androni Giocattoli-Sidermec      | 90 pts                   |                          |
| 5.º                      | Jonathan Salinas         | Deportivo Táchira - Super Ahorro | 78 pts                   |                          |
| 6.º                      | Roniel Campos            | Deportivo Táchira - Super Ahorro | 76 pts                   |                          |
| 7.º                      | Juan José Ruiz           | Deportivo Táchira - Super Ahorro | 56 pts                   |                          |
| 8.º                      | Luca Pacioni             | Androni Giocattoli-Sidermec      | 52 pts                   |                          |
| 9.º                      | Juan Diego Hoyos         | Gespron Fundación Valle          | 52 pts                   |                          |
| 10.º                     | Carlos Gálviz            | Deportivo Táchira - Super Ahorro | 48 pts                   |                          |

### Clasificación de los sprint
| Clasificación de las metas volantes | Clasificación de las metas volantes | Clasificación de las metas volantes | Clasificación de las metas volantes | Clasificación de las metas volantes |
| Ciclista                            | Ciclista                            | Equipo                              | Puntos                              |                                     |
| ----------------------------------- | ----------------------------------- | ----------------------------------- | ----------------------------------- | ----------------------------------- |
| 1.º                                 | Juan Diego Hoyos                    | Gespron Fundación Valle             | 50 pts                              |                                     |
| 2.º                                 | Isaac Yaguaro                       | Ciclo Corse                         | 43 pts                              |                                     |
| 3.º                                 | Jesús Villegas                      | Gobierno de Miranda-Trek            | 16 pts                              |                                     |
| 4.º                                 | Jackson Rodríguez                   | Moy's - Grupo JHS                   | 16 pts                              |                                     |
| 5.º                                 | Carlos Gálviz                       | Deportivo Táchira - Super Ahorro    | 12 pts                              |                                     |
| 6.º                                 | John Nava                           | Lotería del Táchira - Concafé       | 9 pts                               |                                     |
| 7.º                                 | Jhonny Araujo                       | NR Osorio - MU Training             | 7 pts                               |                                     |
| 8.º                                 | Jhonatan Restrepo                   | Androni Giocattoli-Sidermec         | 6 pts                               |                                     |
| 9.º                                 | Roniel Campos                       | Deportivo Táchira - Super Ahorro    | 5 pts                               |                                     |
| 10.º                                | Luis Mendoza                        | Venezuela País de Futuro-Fina Arroz | 4 pts                               |                                     |

### Clasificación de los jóvenes
| Clasificación del mejor joven | Clasificación del mejor joven | Clasificación del mejor joven            | Clasificación del mejor joven | Clasificación del mejor joven |
| Ciclista                      | Ciclista                      | Equipo                                   | Tiempo                        |                               |
| ----------------------------- | ----------------------------- | ---------------------------------------- | ----------------------------- | ----------------------------- |
| 1.º                           | Kevin Rivera                  | Androni Giocattoli-Sidermec              | 23 h 54 min 07 s              |                               |
| 2.º                           | Yurgen Ramírez                | Venezuela País de Futuro-Fina Arroz      | + 5 min 25 s                  |                               |
| 3.º                           | Manuel Díaz                   | Team Herrera                             | + 13 min 59 s                 |                               |
| 4.º                           | Germán Rincón                 | Triple Táchira - Hotel Venecia - Fer-Lab | + 15 min 21 s                 |                               |
| 5.º                           | Franklin Chacón               | Gios Kiwi Atlántico                      | + 16 min 30 s                 |                               |
| 6.º                           | Jeison Rujano                 | NR Osorio - MU Training                  | + 16 min 47 s                 |                               |
| 7.º                           | Francisco Peñuela             |                                          | + 17 min 08 s                 |                               |
| 8.º                           | Diego Cadena                  | Liga de Ciclismo de Magdalena            | + 59 min 09 s                 |                               |
| 9.º                           | Yilber Ramírez                | Triple Táchira - Hotel Venecia - Fer-Lab | + 1 h 01 min 16 s             |                               |
| 10.º                          | Gregory Guevara               | Triple Táchira - Hotel Venecia - Fer-Lab | + 1 h 01 min 28 s             |                               |

### Clasificación por equipos
| Clasificación por equipos | Clasificación por equipos        | Clasificación por equipos | Clasificación por equipos |
| Equipo                    | Equipo                           | Tiempo                    |                           |
| ------------------------- | -------------------------------- | ------------------------- | ------------------------- |
| 1.º                       | Deportivo Táchira - Super Ahorro |                           |                           |
| 2.º                       | Lotería del Táchira - Concafé    |                           |                           |
| 3.º                       | Androni Giocattoli-Sidermec      |                           |                           |

## Evolución de las clasificaciones
| Etapa                   | Vencedor                | Clasificación general | Clasificación por puntos | Clasificación de la montaña | Clasificación de los sprints | Clasificación de los jóvenes | Clasificación por equipos             |
| ----------------------- | ----------------------- | --------------------- | ------------------------ | --------------------------- | ---------------------------- | ---------------------------- | ------------------------------------- |
| 1.ª                     | Luca Pacioni            | Luca Pacioni          | Luca Pacioni             | No se entregó               | Juan Hoyos                   | Germán Rincón                | Venezuela País de Futuro - Fina Arroz |
| 2.ª                     | Ralph Monsalve          | Luca Pacioni          | Luca Pacioni             | No se entregó               | Juan Hoyos                   | Jhonny Araujo                | Venezuela País de Futuro - Fina Arroz |
| 3.ª                     | Jhonatan Restrepo       | Jhonathan Salinas     | Luca Pacioni             | No se entregó               | Juan Hoyos                   | Kevin Rivera                 | Androni Giocattoli-Sidermec           |
| 4.ª                     | Leonel Quintero         | Jhonathan Salinas     | Isaac Yaguaro            | Leonel Quintero             | Juan Hoyos                   | Kevin Rivera                 | Deportivo Táchira - Super Ahorro      |
| 5.ª                     | Jhonatan Restrepo       | Roniel Campos         | Isaac Yaguaro            | Carlos Galviz               | Juan Hoyos                   | Jefferson Cepeda             | Deportivo Táchira - Super Ahorro      |
| 6.ª                     | Kevin Rivera            | Roniel Campos         | Jhonatan Restrepo        | Carlos Galviz               | Juan Hoyos                   | Jefferson Cepeda             | Deportivo Táchira - Super Ahorro      |
| 7.ª                     | Kevin Rivera            | Roniel Campos         | Kevin Rivera             | Kevin Rivera                | Juan Hoyos                   | Kevin Rivera                 | Deportivo Táchira - Super Ahorro      |
| 8.ª                     | Leonel Quintero         | Roniel Campos         | Leonel Quintero          | Kevin Rivera                | Juan Hoyos                   | Kevin Rivera                 | Deportivo Táchira - Super Ahorro      |
| Clasificaciones finales | Clasificaciones finales | Roniel Campos         | Leonel Quintero          | Kevin Rivera                | Juan Hoyos                   | Kevin Rivera                 | Deportivo Táchira - Super Ahorro      |